# Itonamas
Los itonamas son un pueblo indígena originario de la Amazonia de Bolivia. Los itonamas tradicionalmente hablaban el idioma itonama, que forma un grupo aislado, un idioma que se encuentra prácticamente extinto.
En la actualidad, la comunidad Nueva Calama se identifica como Itonama; la comunidad se ubica en el municipio Magdalena, de la provincia Itenez, en el departamento de Beni.

## Características
En 1704 el sacerdote Lorenzo Legarda enumeró 26 comunidades itonamas y estimó su población en 6000 personas. En el siglo XX la llamada fiebre del caucho afectó su estilo de vida y diezmó su población.
Viven principalmente en los municipios de Magdalena y Huacaraje en la provincia de Iténez, así como en San Ramón y en San Joaquín en la provincia de Mamoré en el departamento del Beni. Sus comunidades son Magdalena, Chumano, San Ramón, Huaracajes, Nueva Calama, Versalles, La Selva, San Borja y otras más. Tienen entre cinco y diez familias y poseen un consejo comunitario (cabildo), una capilla y una escuela. Son mayormente animistas y su deidad principal se llama Dijnamu.
La agricultura constituye la base de su economía, también practican la pesca, la caza y también en algunas familias la cría. Los itonamas viven en un entorno urbano y venden leña y ganado pequeño. Algunos también trabajan en grandes propiedades ganaderas. Los itonamas tienen título colectivo sobre ciertas tierras.

## Población
Según el censo Conniob (Confederación Nacional de Nacionalidades Indígenas y Originarias de Bolivia (2004), eran 5240. La población que se autorreconoció como itonama en el censo boliviano de 2001 fue de 389 personas. Este número aumentó a 16 158 en el censo de 2012, aunque solo 7158 fueron censados en Beni.

## Idioma
El idioma itonama o sihnipadara (itonama: sihni pandara 'nuestra lengua') es una lengua no clasificada de Bolivia que en la actualidad está prácticamente extinta.
Desde la promulgación del decreto supremo n.º 25894 el 11 de septiembre de 2000 el itonama es una de las lenguas indígenas oficiales de Bolivia, lo que fue incluido en la Constitución Política al ser promulgada el 7 de febrero de 2009.
El ILV trabajó en la lengua itonama en la década de 1960. Por esa época quedaban unos 10 hablantes monolingües, 100 hablantes bilingües y entre 150 y 200 personas que entendían el itonama pero hablaban español. Todos eran residentes en Magdalena, San Ramón y Huacaraje, así como sus alrededores en las provincias de Iténez y Mamoré en el departamento del Beni. Actualmente la lengua solamente es hablada por unos pocos en el pueblo de Magdalena en el río Itonamas, afluente del río Iténez (o Guaporé).
Los hablantes que eran fluidos en la lengua tienen actualmente más de 80 años y solían hablar la lengua con ancianos mayores que ellos, sin embargo, en la actualidad ya no usan la lengua para hablar entre ellos.